# Keerlhaus

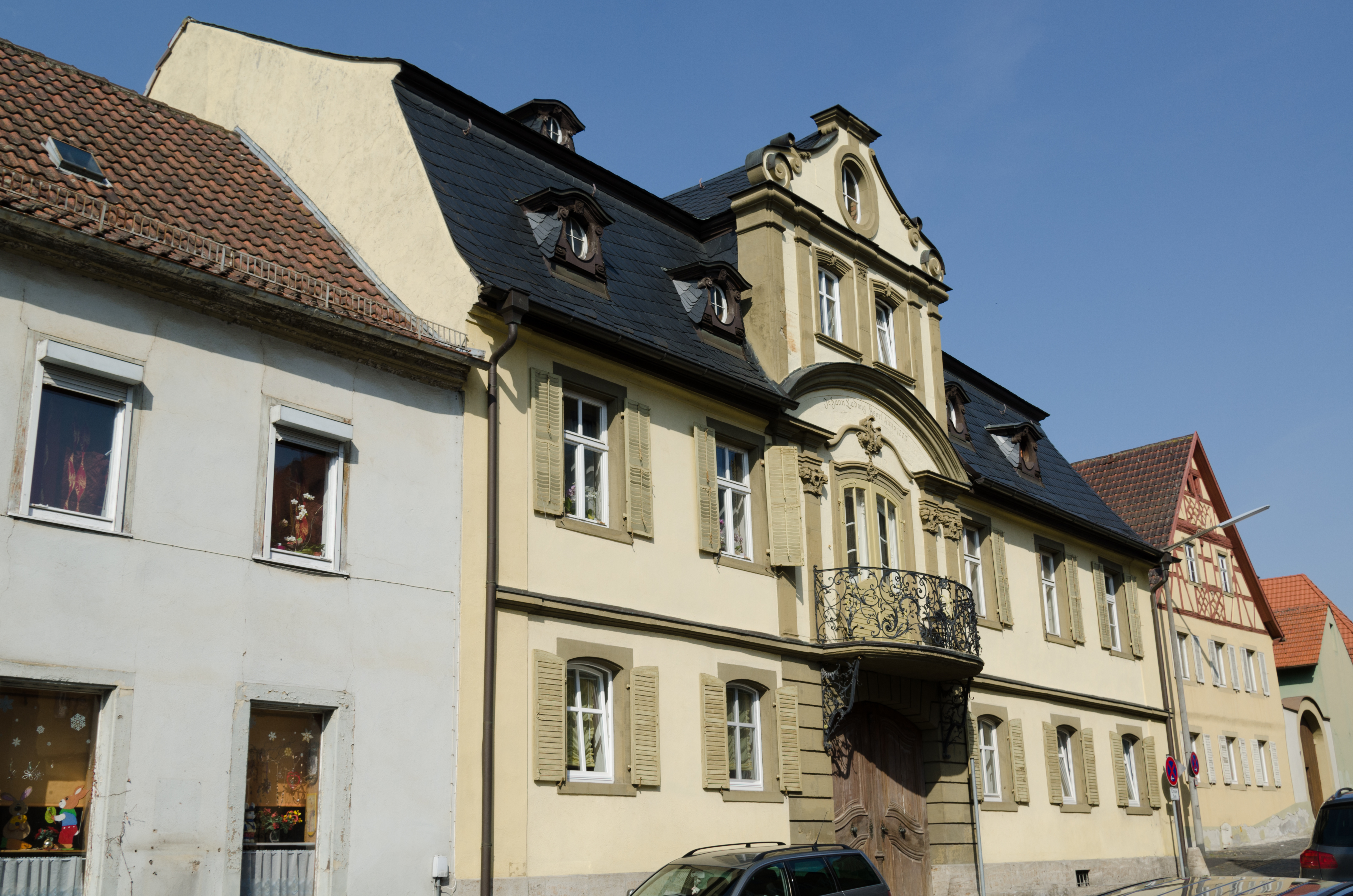
Das Keerlhaus in Marktsteft

Das Keerlhaus (Adresse Herrnstraße 5) ist ein denkmalgeschütztes Wohnhaus in der unterfränkischen Stadt Marktsteft. Das Anwesen gilt als bedeutendstes Rokokohaus des Ortes und wurde wohl von Johann David Steingruber errichtet.

## Geschichte
Die Geschichte des Keerlhauses hängt eng mit der der Familie Keerl zusammen, die dem Haus auch den Namen gab. Die Familie stellte im 18. Jahrhundert mehrere bedeutende Persönlichkeiten, die in der Markgrafschaft Brandenburg-Ansbach wirkten. In Marktsteft stieg Samuel Keerl im Jahr 1739 zum Schultheißen auf. Er gilt auch als erster Besitzer des Grundstücks, auf dem später das Keerlhaus entstand. Die Keerl waren auch verantwortlich für den Ausbau Marktsteft zum wichtigsten Handelsort der Markgrafschaft.
Die Erbauer des Hauses sind allerdings namentlich nicht bekannt. Dies hängt mit einer Inschrift zusammen, die während einer Renovierung im Jahr 1957 zum Vorschein kam. Danach soll ein gewisser Johann Ludwig Keerl das Haus erbaut haben. Allerdings ist jener Keerl in den Quellen namentlich nicht fassbar. Siegfried Rösch vermutet, dass der „Commerzienkomissar“ bei der Stefter Handelsniederlassung, Johann Konrad Keerl (1735–1790), Bauherr war.
Über den Baumeister des Hauses bestand lange Zeit ebenfalls Unklarheit. Bis in die 1950er Jahre mutmaßte man, das Balthasar Neumann der Baumeister des Keerlhauses war. Neuere Arbeiten über das Anwesen verwiesen jedoch auf das Baujahr 1773, in dem Neumann bereits verstorben war. Heute gilt der Landbaumeister des Markgrafen von Ansbach, Johann David Steingruber, als ausführender Handwerker hinter dem Keerlhaus.
Nachdem Johann Konrad Keerl kinderlos verstorben war, gelangte das Keerlhaus im 19. Jahrhundert an die Familie Lampert. 1801 ist der Kommerzienrat Georg Ludwig Lampert als Besitzer nachweisbar. Seine Enkelin heiratete in die Familie von Oefele ein, die in der zweiten Hälfte des 19. Jahrhunderts den Hauseigentümer stellte. Im Jahr 1860 lebte der Konditor Thürauf im Keerlhaus. Um 1900 war der Trautberger Landwirt Lösch Eigentümer, 1910 hat der Kaufmann Martin das Haus inne. Bis 1955 lebte ein gewisser Kleinschroth im Haus.

## Beschreibung
Das Keerlhaus präsentiert sich als zweigeschossiger Satteldachbau und ist heute ein bedeutender Teil des Denkmalensembles Marktsteft. Es wurde traufständig in Richtung der Herrnstraße errichtet. Das Gebäude ist heute das bedeutendste Rokokohaus in Marktsteft. Der Bau ist schlicht gehalten, bedeutendstes Gliederungselement ist der Mittelrisalit. Daneben wurde das Familienwappen der Keerl an den Dachfenstern angebracht. Im Inneren wurden Stuckdecken angebracht. Hier ist auch Fußbodenparkett des Rokoko zu finden.
Der Mittelrisalit wurde über dem zentral im Gebäude verorteten rundbogigen Haustor errichtet. Es wird von einem von Säulen flankierten Balkon überragt. Besondere Bedeutung für die Gebäudewirkung hat der hier angebrachte Balkon mit einem eisernen Gitter. Bis in die 1960er Jahre war oberhalb des Risalits eine Figur der Amalthea aufgestellt. Die griechische Sagengestalt wurde in Lebensgröße geschaffen und stand auf einer Weltkugel.